# Howard Barker
Pour les articles homonymes, voir Barker.
 (juin 2019).
Si vous disposez d'ouvrages ou d'articles de référence ou si vous connaissez des sites web de qualité traitant du thème abordé ici, merci de compléter l'article en donnant les références utiles à sa vérifiabilité et en les liant à la section « Notes et références ».
Howard Barker, né en 1946 à Camberwell (Angleterre), est un dramaturge et poète britannique.

## Biographie
Issu d'un milieu populaire et marqué par l'après-guerre de son enfance, Howard Barker est de la même génération qu'Edward Bond et Harold Pinter.
Son œuvre, traduite en français, comprend plus d'une cinquantaine de pièces, des recueils de poésie et des textes réunis sur le théâtre, ainsi qu'un livret d'opéra.
Son « théâtre de la catastrophe », expression forgée par Howard Barker lui-même, décrit une humanité cruelle par nature et, paradoxalement, toujours séduisante d'intelligence et de lucidité. Le dramaturge n'épargne personne, pas même le poète, qui « se dissimule souvent dans la métaphore comme une créature timide se réfugie dans les bois. »
Les thèmes très présents de la mutilation, de l'arrogance de l'establishment, des violences spectaculaires ou invisibles font de son théâtre une œuvre puissante, nouvelle. Ces effets sont recherchés puisque Barker estime que « Le théâtre doit être une expérience éprouvante : la plus grande réussite d’un écrivain est de créer un personnage qui suscite de l’angoisse. » 
Ses pièces reposent également en grande partie sur le langage lui-même, priorisant le vers à la prose et alternant entre différents registres de langue, pouvant passer du familier au lyrique. La scène semble donc moins naturelle mais c’est volontaire, Barker voulant aller au-delà d’une simple représentation de la vraie vie et de la tragédie classique, montrant toutes les facettes de l’homme et ses complexités.
Cette violence et l'originalité de ses textes a aussi longtemps éloigné ses pièces de la scène, en Angleterre et ailleurs. Il devient aujourd'hui plus fréquentable et a été monté à Nanterre, à Besançon, à Rouen ou à Bordeaux.
En mai 2015, Jacques Vincey présente sa mise en scène de Und, texte de Howard Barker encore inédit en français, avec Natalie Dessay dans le rôle-titre, au centre dramatique régional de Tours - théâtre Olympia.
Claudia Stavisky met en scène Tableau d'une exécution au Théâtre des Célestins, en 2016.

## Théâtre
- Gertrude. The Cry (Gertrude. Le Cri), traduit par Élisabeth Angel-Perez et Jean-Michel Déprats. Première mise en scène en France : Günther Leschnik, théâtre du Corbeau Blanc, novembre 2008 ; Sémaphore, Scène conventionnée d'Auvergne. Le texte a ensuite été mis en scène par Giorgio Barberio Corsetti pour le théâtre de l'Odéon en 2009[7].
- Blessures au visage (Wounds to the Face), traduit par Sarah Hirschmuller et Sinéad Rushe, mis en scène par Mathilde Delahaye (2009), a été jouée au Festival Off d'Avignon[8] par la compagnie Rhinocéros. Les interprètes étaient Pauline Genot, Pauline Guigou, Karim Haraiche, Léo Muscat, Ambre Sautai et Sélim Zahrani.
- Les Possibilités (The Possibilities), traduit par Sarah Hirschmuller et Sinéad Rushe, mis en scène par Jerzy Klesyk, a été créé en 2000 au théâtre de la Tempête, avec Nada Strancar, Philippe Duclos, Serge Maggiani, Anaïs de Courson, Mathieu Lagarrigue, Suliane Brahim, Adrien Michaux et, en alternance, Hadrien Kollyris, Ugo Monnier et Ariane Simon.
- 13 Objets (13 Objects) traduit par Jean-Michel Déprats est un exemple de la domination de l'objet sur l'être humain ainsi que d'une désintégration du langage.

## Mises en scène
- 2014 : Innocence de Howard Barker, co-mis-en-scène avec Gerrard McArthur, Théâtre des Célestins

## Quelques titres disponibles en français
- Aux éditions Théâtrales[9]
  - Animaux en paradis, 13 objets (études sur la servitude), Blessures au visage, La Griffe, L'Amour d'un brave type, Gertrude (Le Cri), Le Cas Blanche-Neige ou Comment le savoir vient aux jeunes filles, Tableau d'une exécution, Les Possibilités, La Douzième Bataille d'Isonzo, Judith, Vania, La Cène, Faux Pas, Ce qui évolue, ce qui demeure, Graves épouses / animaux frivoles, Innocence, Je me suis vue, Und, Lentement.
- Chez d'autres éditeurs :
  - Ces tristes lieux, Pourquoi faut-il que tu y entres ? (Actes Sud)
  - Les Européens (Lansman)